# Barbudo-rajado
Barbudo-de-crescente ou barbudo-rajado (nome científico: Malacoptila striata) é uma ave piciforme, florestal, da família dos buconídeos,  endêmica do Brasil, especialmente nos estados da Bahia, de Minas Gerais a Santa Catarina e Maranhão. Esta ave mede entre 17 e 20 cm de comprimento, com coloração marrom, mais escura no dorso, e com faixa negra no peito. Também é conhecida pelos nomes de bole-bole, joão-barbudo, joão-doido, jururu. Se alimentam de insetos e outros pequenos artrópodes, podendo seguir bandos de formigas-correição e de outras aves para encontrá-los. Durante o período reprodutivo o casal cava uma galeria em solo acidentado ou barranco e depois o forra com galhos e folhas, onde a fêmea deposita de dois a três ovos brancos, cujo período de incubação é de quinze dias.